# Long Heights
Die Long Heights sind eine 13 km lange Ansammlung von Anhöhen auf der Alexander-I.-Insel westlich der Antarktischen Halbinsel. Sie ragen am Südrand der Finlandia Foothills auf.
Das UK Antarctic Place-Names Committee benannte ihn 2018. Namensgeber ist das chinesische 龙 (Long) für Drache.